# 顧福生
顧福生（1935年4月26日—2017年8月4日）台灣油畫家，前參謀總長顧祝同上將的次子，生於上海，就讀於台灣師範大學美術系，1958年畢業，他曾是「五月畫會」的一員，1961年後曾旅居法國巴黎、美國紐約、舊金山和波特蘭等地。除油畫外，亦有版畫、彩墨等作品。
他的繪畫風格有著名的藍色抽象人體，以及不同材質的拼貼畫面，多喜用彩度高、鮮亮的點綴顏色。畫面構圖多充滿緊湊的節奏感。1961年12月14日，顧福生以作品「脹」獲得巴西「聖保羅國際雙年展」的榮譽獎。
他曾是作家三毛在青年時期的油畫老師，並推薦三毛在雜誌《現代文學》上發表第一篇文章。三毛的文章中描寫過他的個性與畫室景觀。他亦是三毛人生转折的重要人物。三毛在中学时代因为被数学老師羞辱而患上憂鬱症，休学在家。与外界唯一的交往就是向顾福生学习绘画。亦在此时顾福生鼓励三毛学习写作。给了当时极不自信的三毛极大的肯定。顧福生亦介紹陳秀美作三毛的朋友，鼓勵三毛走出自我封閉的生活。他的好友，台灣作家白先勇曾評論顧福生的畫為「完全以人為中心，富有文學性，而且具有悲劇精神」。顧福生的大姊顧振璜是水墨名家趙二呆的夫人，因此在畫壇上亦有「顧趙姻親」這樣的美談。
2017年8月4日於美國西岸時間早上9點15分，於加州庫卡蒙格牧場家中，因肺癌引起多重器官衰竭辭世，享壽82歲。